# Prime Tower
La Prime Tower, est un gratte-ciel de 126 mètres de hauteur et de 36 étages situé à Zurich, sur les lieux de l'ancienne usine de la Maag-Zahnräder & -Maschinen Aktiengesellschaft. C'est le 3e plus haut gratte-ciel de Suisse, dépassé depuis le 18 septembre 2015, par la Roche Tower 1 de Bâle mesurant 178 mètres et depuis le 2 septembre 2022 par la Roche Tower 2 mesurant 205 mètres.

## Histoire
Il a été bâti par le bureau d'architectes Gigon Guyer. La tour fait partie du renouvellement du quartier Zürich-West. Elle appartient à la compagnie immobilière Swiss Prime Site.

## Galerie

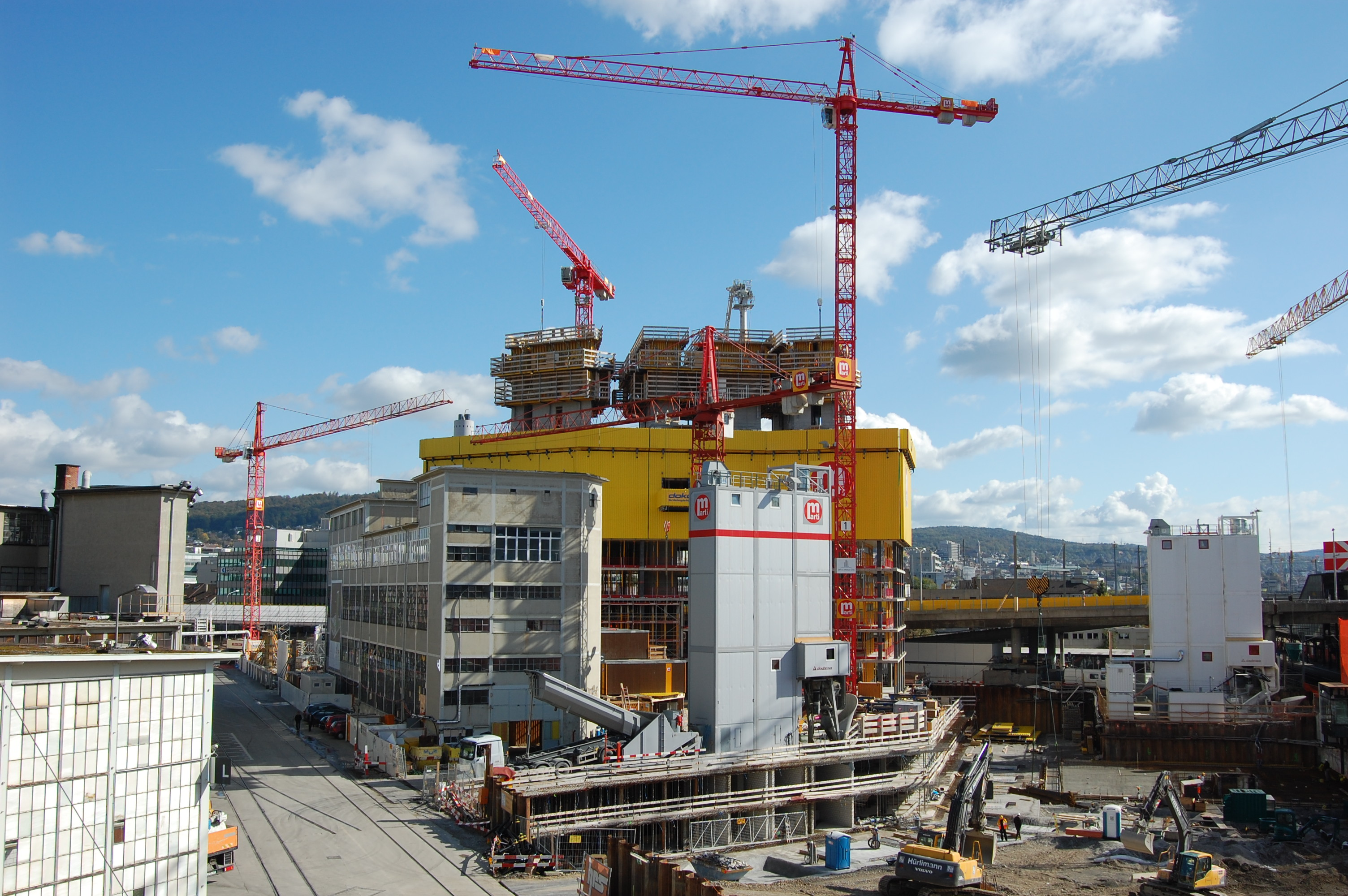
Bâtiment en octobre 2009.
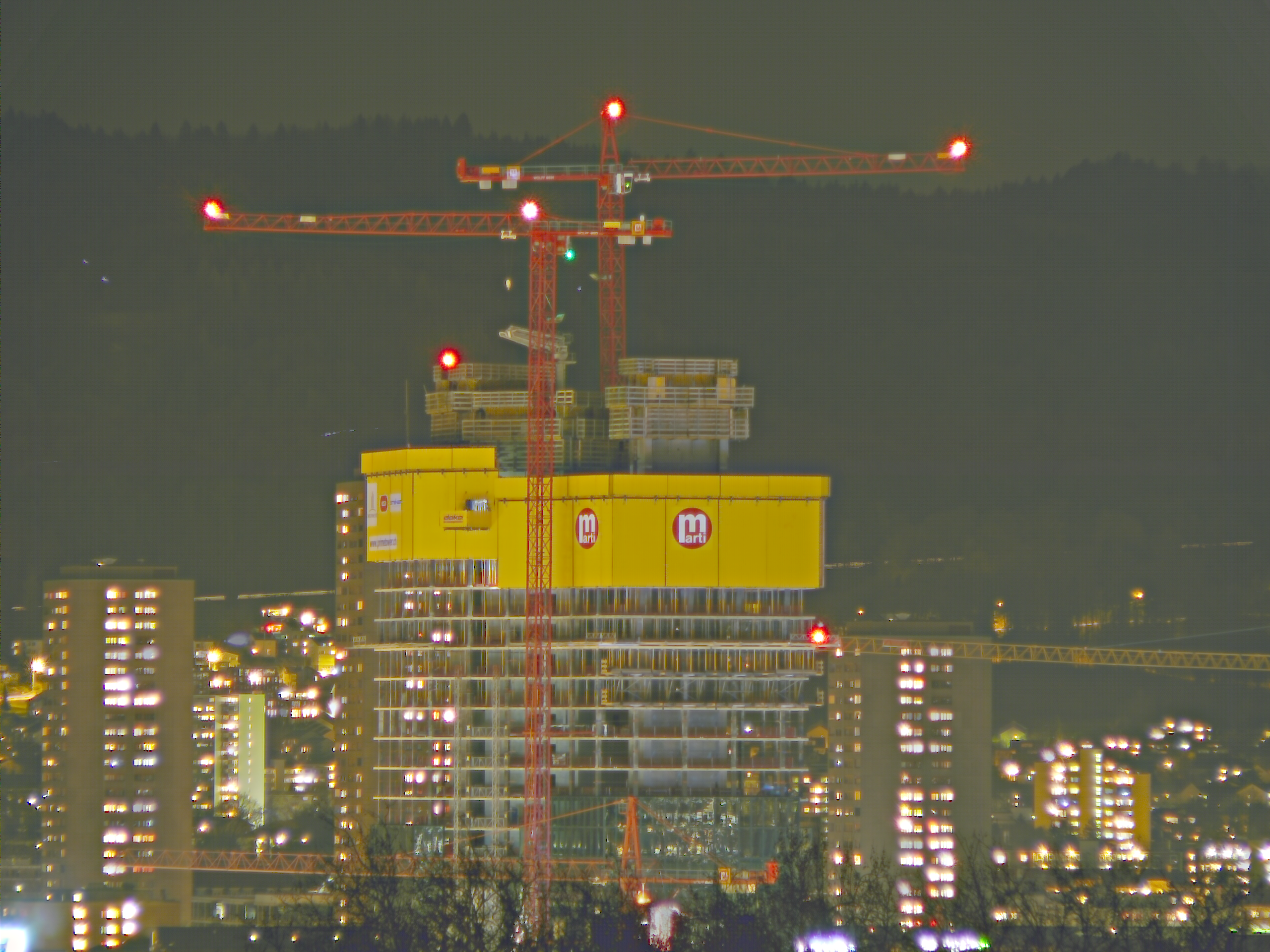
Bâtiment de nuit, mars 2010.
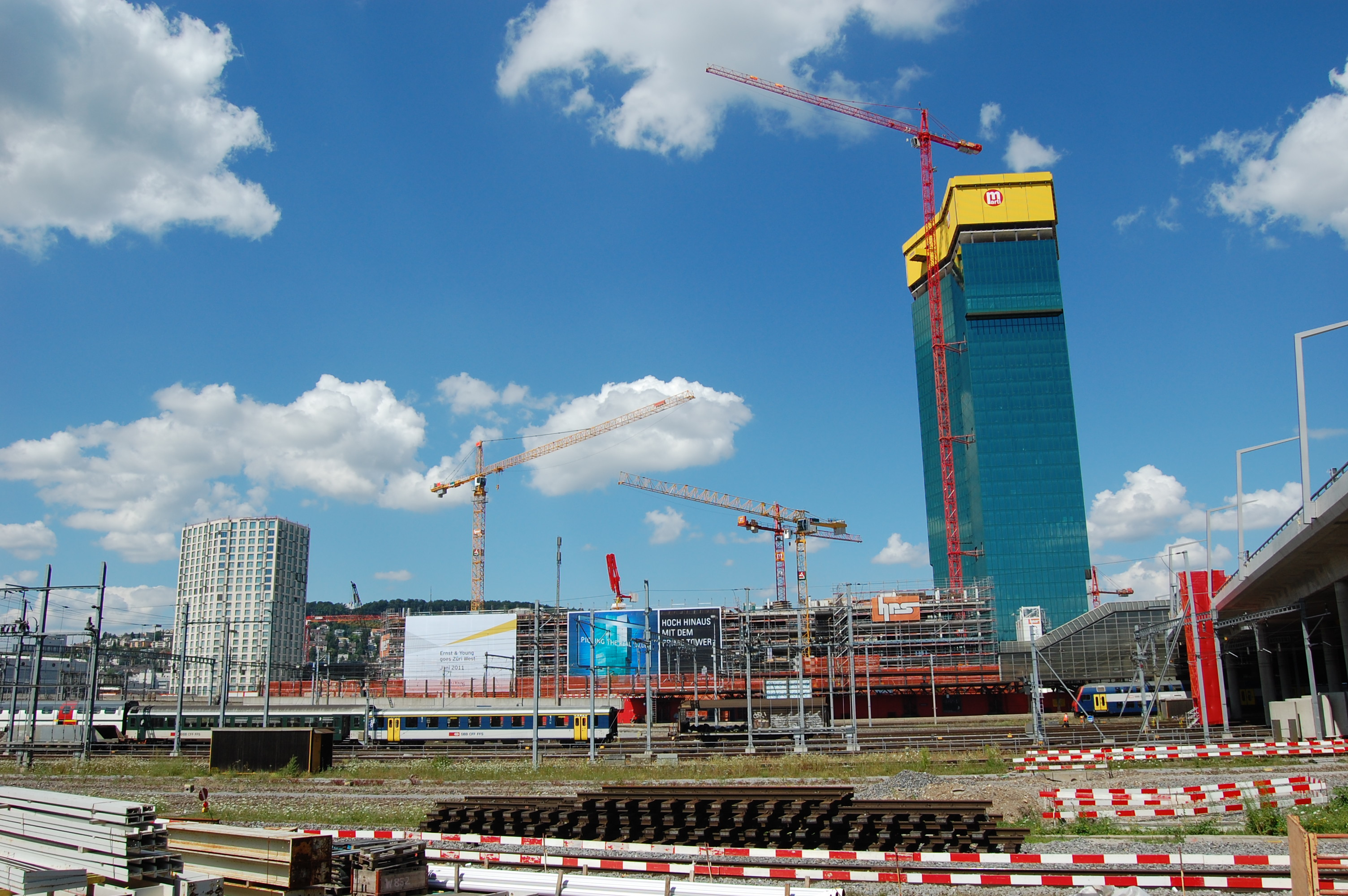
Bâtiment en juillet 2010.
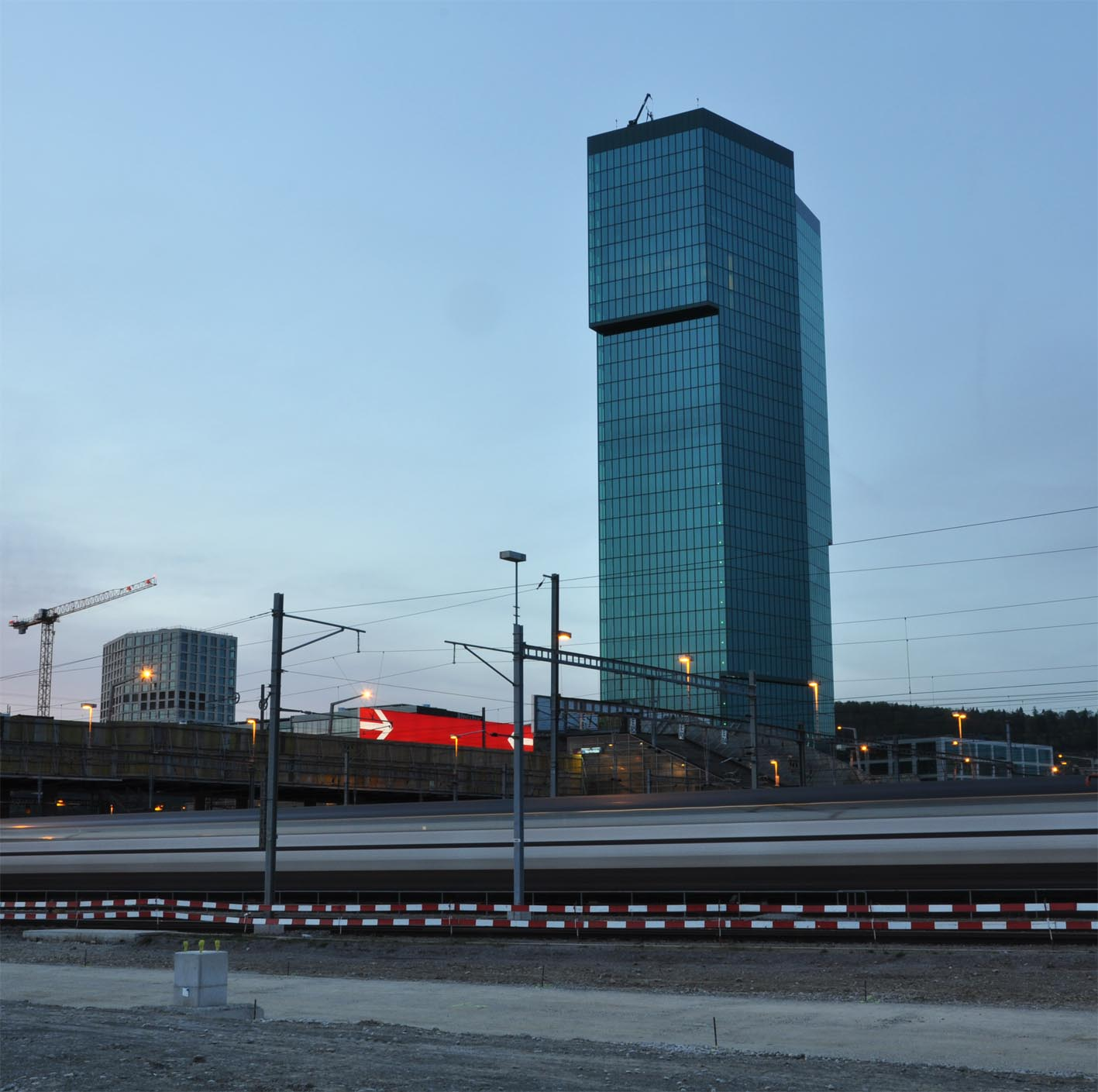
Bâtiment en avril 2011.
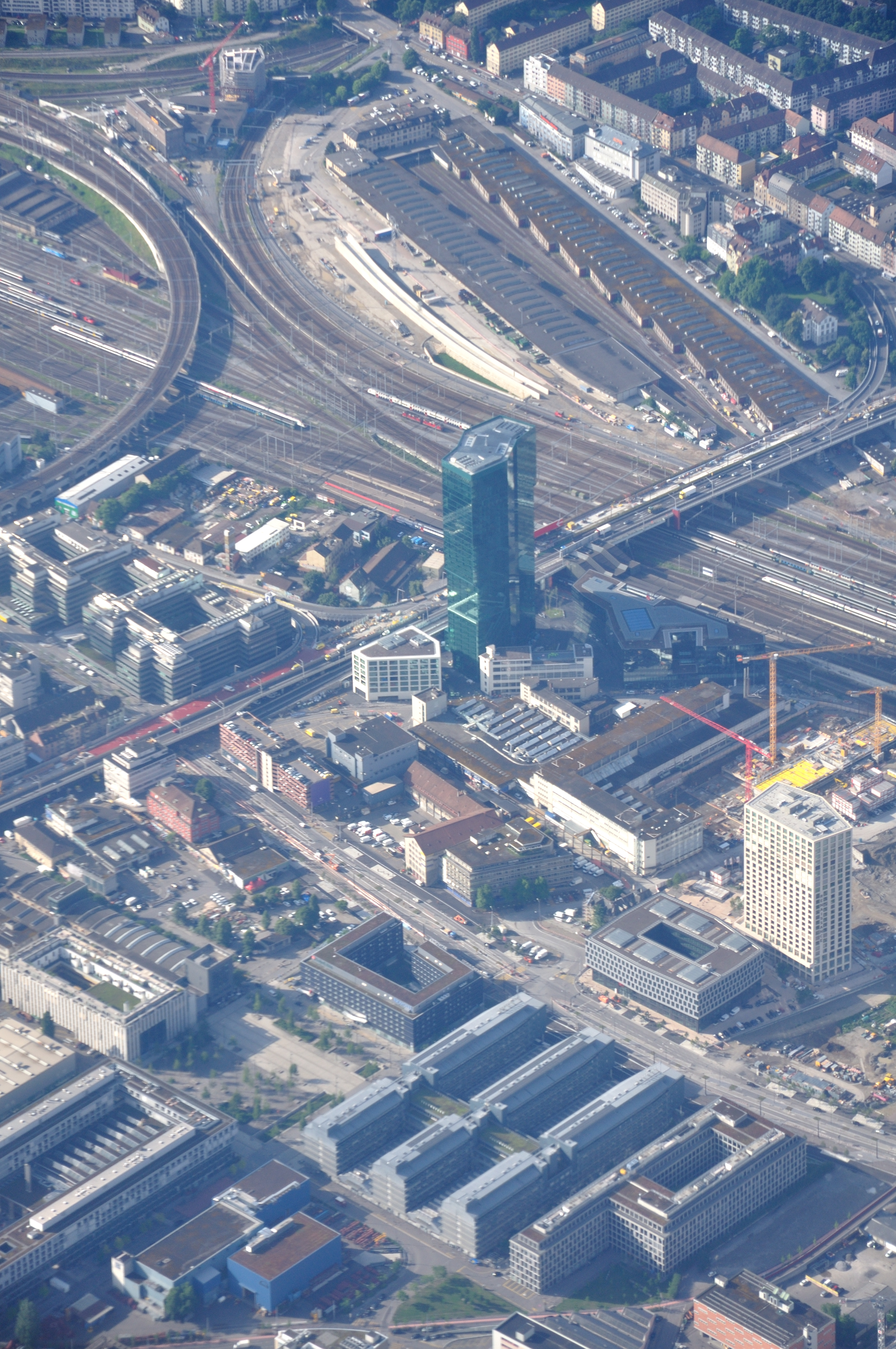
Vue aérienne le 14 juin 2011.